# セット駅
セット駅（セットえき、フランス語: Gare de Sète）は、フランスのエロー県セットにあるフランス国鉄（SNCF）の鉄道駅。

## 概要
セット市街地内、海抜4mに位置する。路線上は西側にボルドー-セット線、東側にタラスコン-セット線が伸びており、路線上は両線とも終着であるが中間駅と同じ線路構造をしている。

## 歴史
ボルドーからセットへの路線が開通したのは1857年4月22日にボルドー〜セット間の鉄道路線が開通した時に開業。

## 駅構造

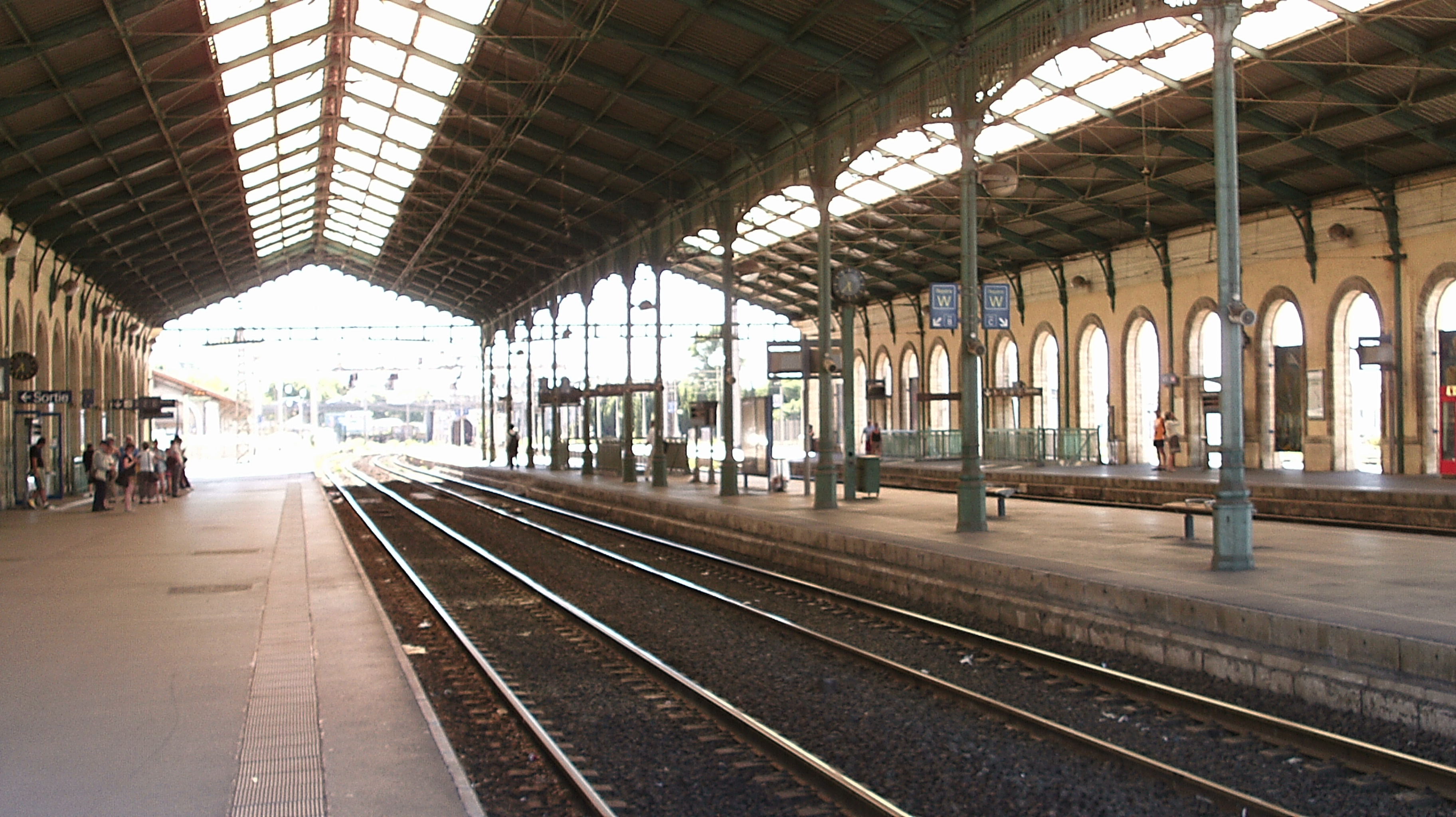
プラットホーム

単式、島式ホーム3面5線の地平ホームを有し、ホーム中央部分はトレイン・シェッドが設けられている。各ホームは地下通路で連絡している。単式ホームに駅舎が接する。駅構内に自動券売機を装備する。
駐輪場や駐車場も完備する。

## 利用状況
2019年に95,6935人の利用客がいた。

## 駅周辺
- ガール橋
- モリエールシアターセットナショナルステージ（Théatre Molière Sète Scène Nationale）

## 隣の駅
フランス国鉄
TGV inOui
モンペリエ＝シュル＝ド＝フランス駅/モンペリエ＝サン＝ロック駅 - セット駅 - アグド駅/ベジエ駅
Ouigo
モンペリエ＝シュル＝ド＝フランス駅 - セット駅 - アグド駅
アンテルシテ
モンペリエ＝サン＝ロック駅 - セット駅 - ベジエ駅
TERオクシタニー
フロンティニャン駅 - セット駅 - アグド駅/マルセイヤン・プラージュ駅